# Deitans
Els deitans són una tribu ibera que ocupava gairebé la totalitat de l'actual Regió de Múrcia, part oriental d'Albacete, Elx i la plana d'Alacant. L'historiador romà Plini el Vell va anomenar Deitània a la costa oriental de la Hispània Citerior, que se situava entre les regions de la Bastetània i la Contestània. Per aquesta afirmació, sabem que la Bastetània ocupava el que avui dia són les províncies d'Albacete, Almeria, Granada, Jaén i Múrcia, i que la Contestània s'estenia entre els rius Segura i Xúquer, pel que podem situar la Deitania en una franja de terreny interior al llarg de la frontera entre la Contestània i la Bastetania, al nord del territori dels mastiens, els quals es trobaven en una situació semblant als deitans.

## Història
Els deitans es van assentar en l'actual Regió de Múrcia entorn del segle VII aC. Durant els primers segles de la seva existència en aquesta zona van fundar diversos poblats, com els que van donar lloc posteriorment a les ciutats de Totana o Cabdet.
Al segle V a. C. es va experimentar l'auge de la cultura deitana, com podem veure en les restes arqueològiques que han arribat fins a nosaltres i els que poden ser la Dama de Cabdet o la Cérvola de Cabdet.
Al segle iv aC la societat deitana va entrar en decadència, fins que finalment al segle iii aC els deitans es van veure absorbits pels contestans, poble amb el qual també compartien molts costums, ja que eren veïns. Després, en aquest mateix segle iii aC tota l'àrea va caure sota el domini romà.

## Societat
Alguns historiadors afirmen que els deitans, així com els mastiens, eren tribus que s'emmarcaven dins del poble iber dels bastetans, ja que ambdues cultures iberes compartien gran part de les seves costums. Per això, sabem que els deitans vivien en una societat governada de manera aristocràtica. També sabem que la base de la seva economia era l'agricultura en els poblats de les valls i la ramaderia i la mineria a les zones muntanyoses. Per la seva situació geogràfica i per restes arqueològiques que han arribat fins a nosaltres, també sabem que els deitans mantenien contacte amb els pobles colonitzadors del Mediterrani.
Arran d'estudis toponímics, podem conèixer algunes de les ciutats que van ser fundades pels deitans com poden ser Totana (Deitana Urbs, capital de la tribu) o Cabdet (Caput Deitanorum, que significa "cap dels deitans "per ser la població deitana situada a més alçada).
Són diversos els estudiosos que han centrat el seu treball a la tribu deitana, com Bosch i Pericot o Cabré. Aquest últim va estudiar la zona del Deitania i va demostrar que l'apogeu de la cultura deitana es va donar al segle V a. C.